# وال دلا توره
وال دلا توره (به ایتالیایی: Val della Torre) یک کومونه در ایتالیا است که در استان تورین واقع شده‌است. وال دلا توره ۳۶٫۷ کیلومتر مربع مساحت و ۳٬۸۵۰ نفر جمعیت دارد و ۵۰۵ متر بالاتر از سطح دریا واقع شده‌است.